# Concórdia (kommun)
Concórdia är en kommun i Brasilien.   Den ligger i delstaten Santa Catarina, i den södra delen av landet, 1 300 km söder om huvudstaden Brasília. Antalet invånare är 68 627. Arean är 797 kvadratkilometer.
Terrängen i Concórdia är kuperad.
Följande samhällen finns i Concórdia:
- Concórdia

I omgivningarna runt Concórdia växer huvudsakligen savannskog. Runt Concórdia är det ganska tätbefolkat, med 108 invånare per kvadratkilometer.